# Kontra (zapowiedź)
Kontra – jedna z zapowiedzi w grach karcianych. W podstawowym, naturalnym znaczeniu kontra oznacza, iż gracz kontrujący uważa, że przeciwnicy nie zrealizują zapowiadanego kontraktu. W niektórych grach kontry są wielostopniowe, np. w grze w baśkę dopuszcza się cztery stopnie kontr. Kontra obowiązuje dla konkretnego kontraktu, po przelicytowaniu go traci swą moc.

## Kontra w brydżu
W brydżu kontra uważana jest za zapowiedź, ale nie za odzywkę.
W nowoczesnym brydżu wiele kontr to tzw. kontry informacyjne, zamiarem kontrującego nie jest ukaranie przeciwników ale przekazanie partnerowi informacji o układzie czy sile własnej ręki, np:
- kontra wywoławcza
- kontra objaśniająca
- kontra negatywna
- kontra wistowa